# Икуменизъм
Икуменизмът (на гръцки: οικουμενικός, икуменикос, в превод вселенски) е движение за сливане в едно на всички християнски Църкви. Основният инструмент на икуменизма е диалог и обща молитва.

## История
Движението се приема като католическа инициатива, като движение на римокатолическото мисионерство. От друга страна движението произхожда от различни протестантски общности, откъдето най-широко се разпространява. Икуменизмът се оформя и утвърждава като организация в 1948 година на конгреса в Амстердам, на който се създава Световен съвет на църквите (ССЦ).
Българската православна църква и Руската православна църква встъпват в ССЦ в 1961 година. По-късно БПЦ напуска тази организация.